# Inguromorpha
Inguromorpha is een geslacht van vlinders uit de familie van de Houtboorders (Cossidae). De wetenschappelijke naam en de beschrijving van dit geslacht werden voor het eerst in 1888 gepubliceerd door Henry Edwards.

## Soorten
- Inguromorpha amundasa (Druce, 1890)
- Inguromorpha arcifera (Dyar, 1906)
- Inguromorpha basalis (Walker, 1856)
- Inguromorpha buboa Schaus, 1934
- Inguromorpha entone Dyar & Schaus, 1937
- Inguromorpha itzalana (Strecker, 1900)
- Inguromorpha polybia (Schaus, 1892)
- Inguromorpha polybioides (Schaus, 1901)
- Inguromorpha ramulosa (Dognin, 1920)
- Inguromorpha roseobrunnea  (Dognin, 1917)
- Inguromorpha sandelphon (Dognin, 1912)
- Inguromorpha triarctata (Schaus, 1905)